# Acritus liliputianus
Acritus liliputianus är en skalbaggsart som beskrevs av Lewis 1888. Acritus liliputianus ingår i släktet Acritus och familjen stumpbaggar. Inga underarter finns listade i Catalogue of Life.